# إلهام علييف
إلهام حيدر أوغلو علييف (من مواليد 24 ديسمبر 1961)، هو سياسي أذري والرئيس الرابع والحالي لأذربيجان. وهو الابن الثاني للرئيس الأذربيجاني السابق حيدر علييف، أصبح إلهام علييف رئيسًا للبلاد في 31 أكتوبر 2003 من خلال انتخابات رئاسية شابتها مخالفات قبل وقت قصير من وفاة والده، شغل قبل توليه الرئاسة منصب رئيس وزراء أذربيجان لمدة شهرين فقط. أعيد انتخابه لولاية ثانية في عام 2008، وسُمح له بالترشح في الانتخابات إلى أجل غير مسمى في عامي 2013 و2018 بسبب الاستفتاء الدستوري لعام 2009 الذي ألغى القيود المفروضة على فترات ولاية الرؤساء. طوال حملته الانتخابية، كان علييف عضوا في حزب أذربيجان الجديدة الحاكم الذي يرأسه منذ عام 2005.
تعتبر وفرة الموارد النفطية في أذربيجان عاملاً رئيسياً عزز إلى حد كبير استقرار نظام علييف وأدى إلى إثراء النخب الحاكمة في البلاد، مما مكّن البلاد من استضافة الأحداث الدولية الفخمة، فضلاً عن المشاركة في جهود الضغط المكثفة.
تمكنت عائلة علييف من جمع الثروة من خلال علاقاتها بالمؤسسات التي تديرها الدولة، وامتلاك حصص كبيرة في البنوك الأذربيجانية الكبرى، وشركات البناء، وشركات الاتصالات السلكية واللاسلكية، كما تمتلك العائلة جزئيًا صناعات النفط والغاز في البلاد. يتم إخفاء جزء كبير من الثروة من خلال شبكة معقدة من الشركات الخارجية. في عام 2012، حصل علييف على لقب "شخصية العام" في مجال الفساد من قبل مشروع الإبلاغ عن الجريمة المنظمة والفساد، وفي عام 2017، تم الكشف عن تورط علييف وعائلته في عملية غسيل أموال أذربيجانية، وهي خطة معقدة لغسل الأموال لدفع أموال لسياسيين أوروبيين بارزين لتفادي الانتقادات الموجهة لعلييف وتعزيز صورة إيجابية لنظامه.
يرى العديد من المراقبين أن علييف ديكتاتور. يقود نظامًا استبداديًا في أذربيجان؛ فالانتخابات ليست حرة ونزيهة، والسلطة السياسية مركزة في أيدي علييف وعائلته الممتدة، والفساد منتشر على نطاق واسع، وانتهاكات حقوق الإنسان خطيرة (بما في ذلك التعذيب والاعتقالات التعسفية، فضلا عن مضايقة الصحفيين والمنظمات غير الحكومية). خلال رئاسة علييف استمر صراع ناغورنو كاراباخ وبلغ ذروته في حرب واسعة النطاق في عام 2020 استعادت فيها أذربيجان السيطرة على الأراضي التي احتلتها أرمينيا المحيطة بناغورنو كاراباخ والتي فقدت خلال حرب ناغورنو كاراباخ الأولى، بالإضافة إلى جزء من منطقة ناجورنو كاراباخ نفسها.

## النشأة
إلهام علييف هو ابن حيدر علييف (رئيس أذربيجان من عام 1993 إلى عام 2003). كانت والدته ظريفة علييفا طبيبة عيون أذربيجانية. لديه أيضًا أخت أكبر منه (سيفيل علييفا). في عام 1977، التحق إلهام علييف بمعهد موسكو الحكومي للعلاقات الدولية (MGIMO-MSIIR)، وبحلول عام 1982، واصل مساعيه الأكاديمية كخريج. وفي عام 1985 حصل على درجة الدكتوراه في التاريخ. من 1985 إلى 1990 حاضر علييف في معهد موسكو الحكومي للعلاقات الدولية. ومن عام 1991 إلى عام 1994، قاد مجموعة من المؤسسات الصناعية والتجارية الخاصة. وفي الفترة 1994-2003، كان نائبًا للرئيس، ثم النائب الأول لرئيس شركة سوكار، وهي شركة نفط وغاز أذربيجانية مملوكة للدولة. منذ عام 1997، يشغل علييف منصب رئيس اللجنة الأولمبية الوطنية الأذربيجانية.

## النشاط السياسي
في عام 1999، انتخب إلهام علييف نائبًا لرئيس الحزب الحاكم حزب أذربيجان الجديدة، وفي عام 2001، انتخب لمنصب النائب الأول لرئيس الحزب في المؤتمر الثاني للحزب. وفي المؤتمر الثالث لحزب أذربيجان الجديدة المنعقد في 26 مارس 2005، تم انتخاب الرئيس علييف والنائب الأول للحزب بالإجماع لمنصب رئيس الحزب. وقد أيد المؤتمران الرابع والخامس للحزب المنعقدان في عامي 2008 و2013 بالإجماع ترشيحه للفترة الرئاسية المقبلة.
في عام 1995، انتخب علييف لعضوية برلمان جمهورية أذربيجان؛ وأصبح فيما بعد رئيسًا للجنة الأولمبية الوطنية (لا يزال يشغل المنصب حتى اليوم).
من عام 2001 إلى عام 2003، كان علييف رئيسًا للوفد الأذربيجاني إلى الجمعية البرلمانية لمجلس أوروبا (PACE).
في أغسطس 2003، بينما كان والده حيدر علييف لا يزال رئيسًا رسميًا لأذربيجان ولكنه كان مريضًا وغائبًا عن المناسبات العامة، عين إلهام علييف رئيسًا للوزراء.

### انتخابات 2003
أُعلن فوز إلهام علييف في انتخابات 15 أكتوبر 2003 وأظهرت النتيجة الرسمية حصوله على 76.84% من الأصوات. ومع ذلك، شابت الانتخابات حالات من التزوير. وثقت هيومن رايتس ووتش ومعهد الديمقراطية في أوروبا الشرقية مجموعة من المخالفات، بما في ذلك اعتقال مرشحي المعارضة، وحالات عنف الشرطة ضد الصحفيين والمشاركين في التجمعات الانتخابية، ووجود "تزوير وانتهاكات واسعة النطاق" في السلوك العام في سير الانتخابات نفسها

### انتخابات 2008
أعيد انتخاب إلهام علييف في عام 2008 وحصل على نسبة 87% من الاصوات. تقدم سبعة مرشحين لخوض الانتخابات وكان عليهم جمع 40 ألف توقيع من الناخبين. ووفقا لتقرير وفد مراقبة الانتخابات من البرلمان الأوروبي، فقد جرت الانتخابات دون الإبلاغ عن أي اضطرابات وقليل من الانتهاكات الانتخابية الطفيفة. سلط التقرير الضوء أيضًا على العديد من الإصلاحات التي تم إدخالها على قانون الانتخابات وفقًا لمتطلبات ومعايير منظمة الأمن والتعاون في أوروبا ومجلس أوروبا، والتي تشمل كتابة الناخبين بالحبر، وزيادة شفافية قوائم الناخبين، وحظر تدخل الحكومة في العملية الانتخابية.

### انتخابات 2013
في الانتخابات الرئاسية لعام 2013 التي أجريت في 9 أكتوبر، أعلن علييف فوزه بنسبة 85 بالمائة من الأصوات، ليضمن فترة ولاية ثالثة مدتها خمس سنوات.

### انتخابات 2018
حصل إلهام علييف على 86.02% من الأصوات في الانتخابات الرئاسية لعام 2018. ولم تشارك أحزاب المعارضة الرئيسية في الانتخابات، وتشير الأدلة إلى أن الانتخابات كانت مزورة.

### انتخابات 2024
في الانتخابات الرئاسية 2024 فاز إلهام علييف بولاية رئاسية خامسة بعد حصوله على أكثر من 90% من الأصوات وبلغت نسبة المشاركة في التصويت 67,7% من الناخبين.

## السياسة الخارجية
شهدت العلاقات الخارجية الأذربيجانية في عهد علييف مزيدا من التعاون مع الاتحاد الأوروبي، والعلاقات الاقتصادية القوية مع روسيا، والتعاون مع حلف شمال الأطلسي عبر خطة عمل الشراكة الفردية بين الناتو وأذربيجان، والعلاقات الوثيقة مع منظمة التعاون الإسلامي. وباستخدام الثروة النفطية الأذربيجانية، ينخرط النظام الأذربيجاني في جهود ضغط مكثفة، باستخدام مخططات غسيل الأموال والرشوة المعقدة التي تم اكتشافها خلال فضيحة غسيل الأموال الأذربيجانية، مثل دبلوماسية الكافيار، لدفع أموال لسياسيين أوروبيين بارزين لصرف وتبرئة الانتقادات الموجهة لعلييف وتعزيز صورة إيجابية لنظامه وكسب الدعم للمشاريع الأذربيجانية.
خلال رئاسة علييف، في عام 2019، انتخبت أذربيجان رئيسًا لمنظمة الدول التركية، وكذلك حركة عدم الانحياز لولاية مدتها ثلاث سنوات.

### الأمم المتحدة
حضر إلهام علييف وألقى كلمة في المناقشات العامة للدورات 59 و65 و72 (أعوام 2004، 2010، 2017) للجمعية العامة للأمم المتحدة.

### الاتحاد الأوروبي
وسع إلهام علييف التعاون مع الاتحاد الأوروبي خلال فترة رئاسته، مستخدمًا دبلوماسية الكافيار [الإنجليزية] كأسلوب مثير للجدل لإقناع المسؤولين الأوروبيين بدعم المشاريع الأذربيجانية. وفي عام 2004، أصبحت أذربيجان جزءًا من سياسة الجوار الأوروبية (ENP) للاتحاد الأوروبي. في عام 2006، وقع علييف وماتي فانهانين (رئيس المجلس الأوروبي) وخوسيه مانويل باروزو (رئيس المفوضية) على مذكرة تفاهم بشأن الشراكة الإستراتيجية.
وفي عام 2009، تم إدراج أذربيجان في سياسة الشراكة الشرقية. وفي عام 2011، وقع علييف وخوسيه مانويل باروسو على الإعلان المشترك بشأن ممر الغاز الجنوبي.

### فرنسا

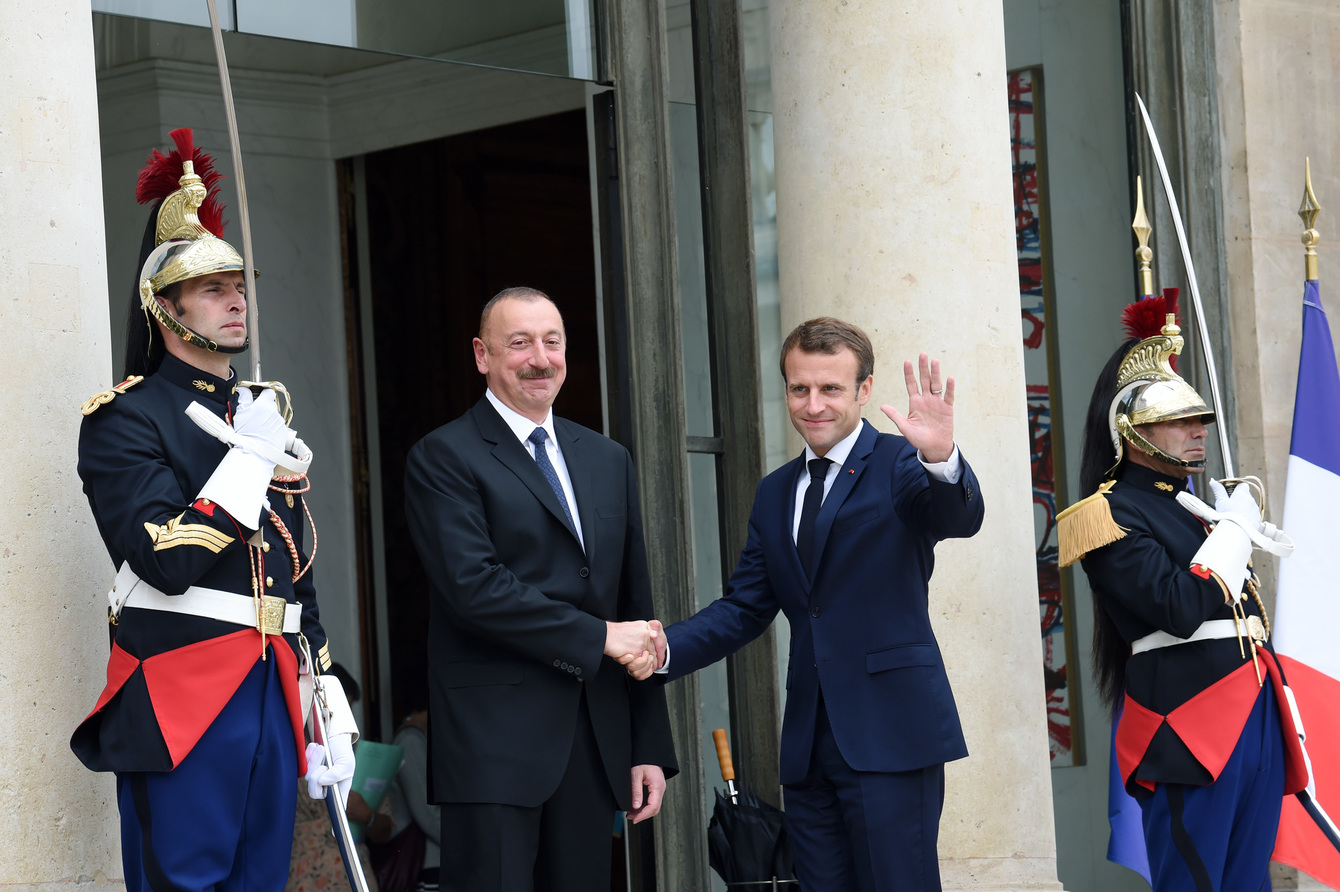
علييف مع الرئيس الفرنسي إيمانويل ماكرون

خلال الفترة من 12 إلى 15 مارس 2017، قام علييف بزيارة رسمية إلى فرنسا والتقى بمسؤولين تنفيذيين من الشركات العالمية سويز، دي سي إن إس، سيفال، وأنظمة الفضاء في قسم الدفاع والفضاء في إيرباص. وذكر خلال لقاء مع رجال الأعمال الفرنسيين أن أنشطة بعض الشركات في جمهورية آرتساخ "غير مقبولة وتنتهك القوانين الدولية والوطنية". وعقب زيارته التقى علييف بالرئيس الفرنسي في قصر الإليزيه. أدلى الرئيس الفرنسي فرانسوا هولاند بتصريح صحفي ذكر فيه أن "الوضع الراهن في صراع ناجورنو كاراباخ ليس الخيار الصحيح وأنه يأمل أن يكون هناك استئناف للمفاوضات". خلال حرب ناجورنو كاراباخ الثانية وفي قضية دعمت فيها فرنسا أرمينيا خصم أذربيجان، طالب علييف من الرئيس الفرنسي إيمانويل ماكرون بالاعتذار عن اتهام أذربيجان باستخدام مرتزقة سوريين.

### روسيا

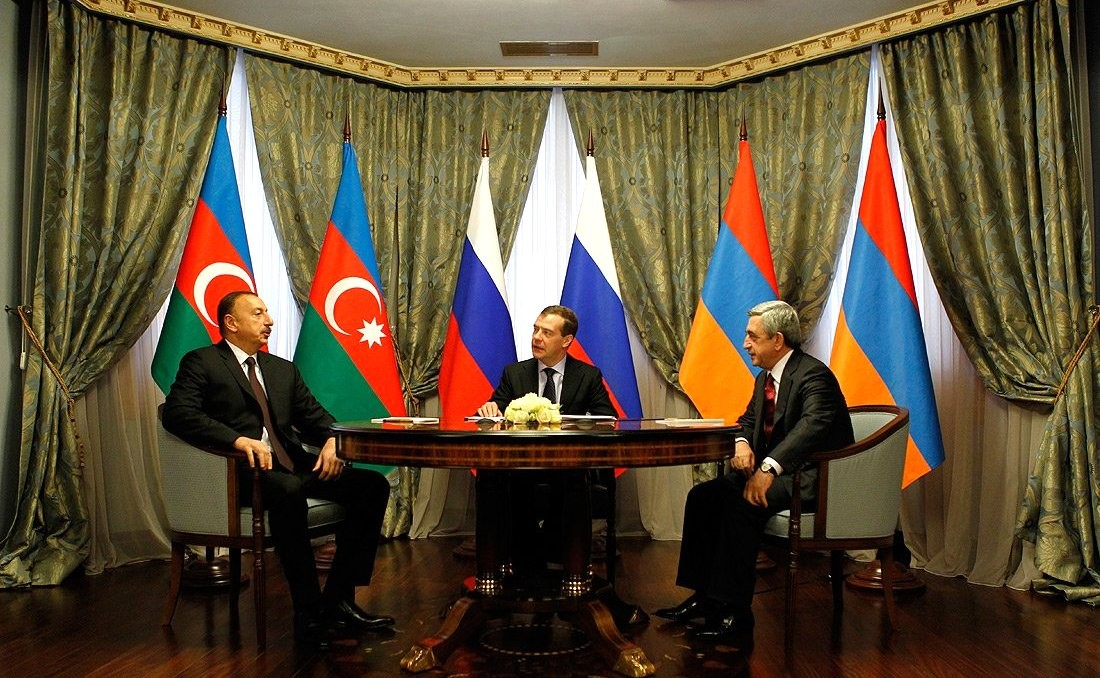
علييف مع الرئيس الروسي ديمتري ميدفيديف والرئيس الأرمني سيرج سركسيان، 23 يناير 2012

في 6 فبراير 2004، وقع علييف والرئيس الروسي فلاديمير بوتين على إعلان موسكو، الذي نص على مبادئ العلاقات بين أذربيجان وروسيا. في 16 فبراير 2005 شارك علييف في حفل افتتاح (عام أذربيجان) في روسيا. في 29 يونيو 2006، أصدر إلهام علييف وديمتري ميدفيديف الرئيس السابق للاتحاد الروسي بيانًا مشتركًا بشأن بحر قزوين. في عام 2018، وقع علييف وبوتين بيانًا مشتركًا بشأن المجالات ذات الأولوية للتعاون الاقتصادي بين البلدين. التقى علييف بالقادة الروس والإيرانيين في باكو عام 2016 لمناقشة الإرهاب والجريمة المنظمة العابرة للحدود الوطنية وتهريب الأسلحة والاتجار بالمخدرات في المنطقة. وقعت القمة الثلاثية إعلانًا لتطوير ممر النقل الدولي بين الشمال والجنوب، والذي سيمتد من الهند إلى سانت بطرسبورغ، مما يوفر بدائل أفضل للطرق البحرية الحالية.

### الولايات المتحدة

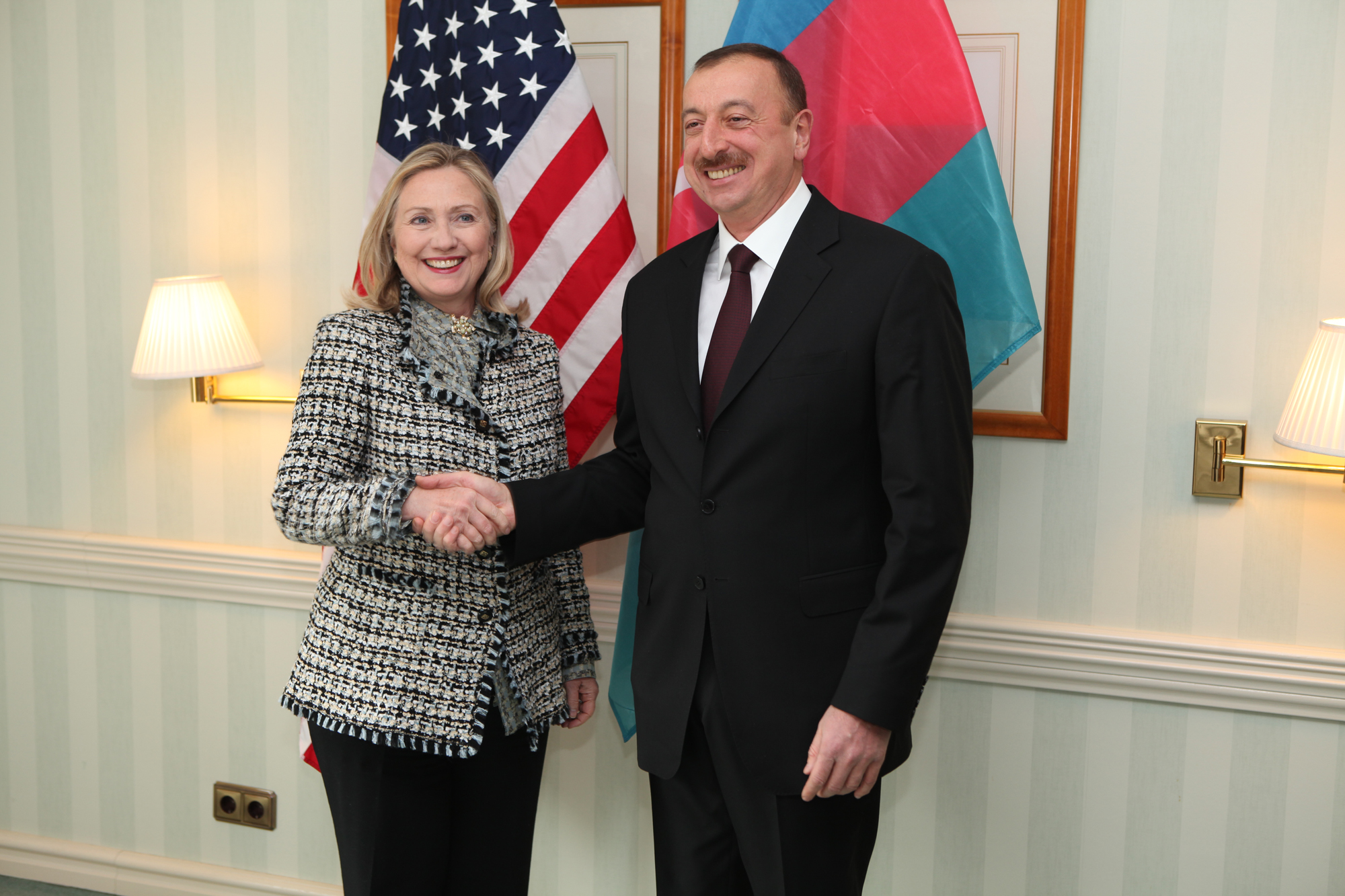
علييف مع وزيرة الخارجية الأمريكية هيلاري كلينتون في عام 2012.

التقى علييف بالعديد من رؤساء الولايات المتحدة خلال فترة ولايته: جورج دبليو بوش، باراك أوباما، ودونالد ترامب.

### منظمة حلف شمال الأطلسي (الناتو)
خلال رئاسة علييف، انضمت أذربيجان إلى خطة عمل الشراكة الفردية. أكملت أذربيجان وثائق خطة عمل الشراكة الفردية بين الناتو وأذربيجان لثلاث فترات. قدم إلهام علييف أول مشروع IPAP لأذربيجان إلى الناتو في بروكسل في 19 مايو 2014.

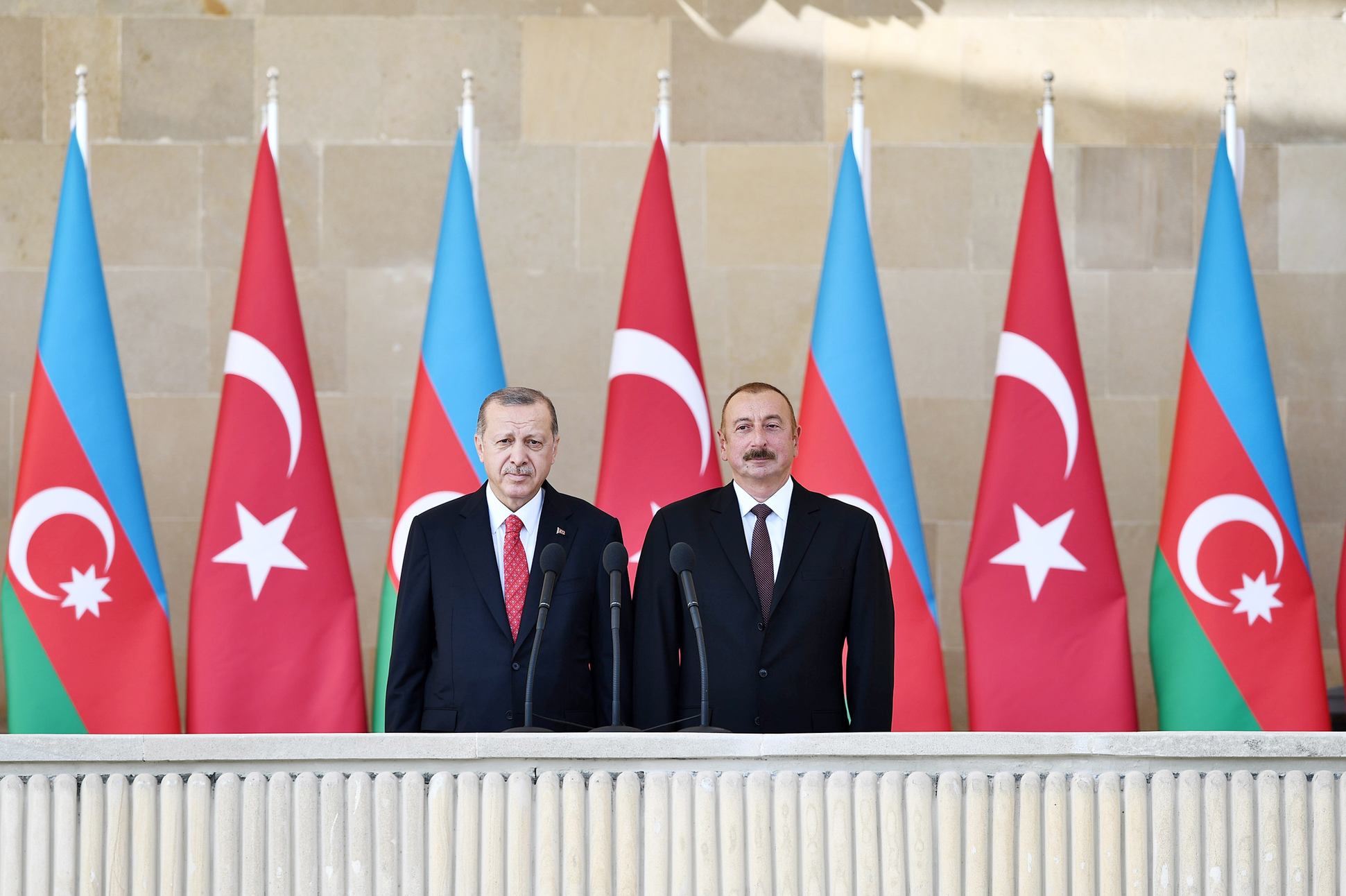
علييف مع رجب طيب أردوغان. يذكر أن تركيا العضو في حلف شمال الأطلسي هي حليف قديم لأذربيجان.

حضر علييف العديد من مؤتمرات قمة الناتو وغيرها من الاجتماعات. شاركت  أذربيجان في مهمة الدعم الحازم بقيادة الناتو في أفغانستان.

## السياسة الداخلية

### السياسة الدينية
في 10 يناير 2017، أعلن إلهام علييف عام 2017 عامًا للتضامن الإسلامي وخصص الأموال لتنظيم الأحداث ذات الصلة. في عامي 2014 و2015، خصص علييف أموالًا من صندوق الاحتياطي الرئاسي عدة مرات لجهود تعزيز "الحوار بين الأديان والتسامح" وترميم الآثار في أذربيجان.

### الفساد

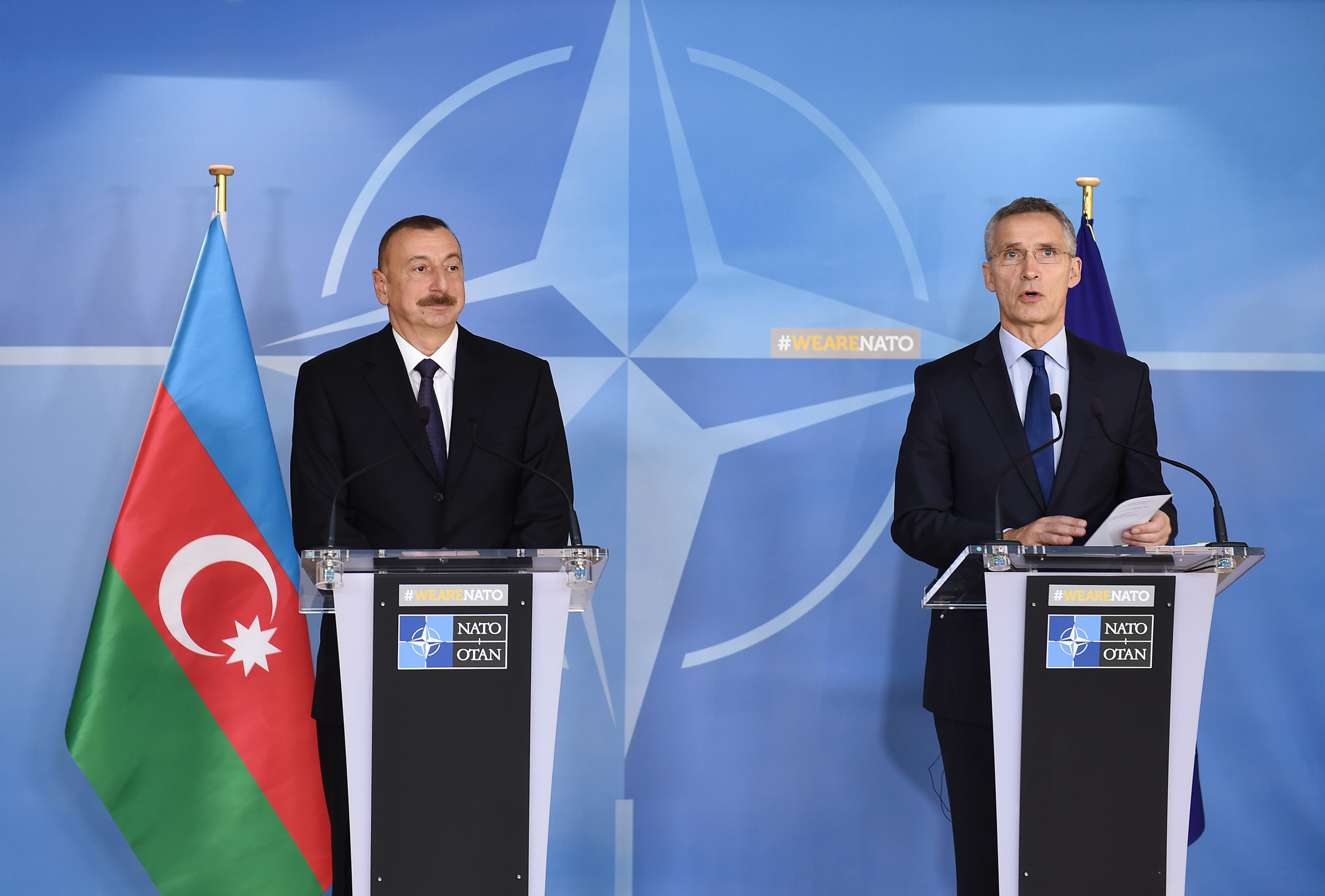
إلهام علييف والأمين العام لحلف شمال الأطلسي ينس ستولتنبرغ في المؤتمر الصحفي المشترك في نوفمبر 2017

ينتشر الفساد على نطاق واسع في أذربيجان، حيث صنفت منظمة الشفافية الدولية البلاد في المرتبة 30 فقط على مؤشر مدركات الفساد، مما يشير إلى وجود مشكلة كبيرة تتعلق بالفساد. وفي 8 أغسطس 2017، كشفت منظمة الشفافية الأذربيجانية عن انخفاض في أنشطتها في العاصمة باكو، وعزت ذلك إلى رفض الحكومة الموافقة على تمديد التمويل من مصادر خارجية. ذكرت منظمة الشفافية الدولية أن الحظر الشامل على المنح الأجنبية أدى إلى توقف المجتمع المدني في البلاد ووجه ضربة مدمرة للمبادرات المدنية في جميع المجالات.

### حقوق المثليين
التمييز ضد المثليين شديد في أذربيجان. في عام 2020، أعلنت الجمعية الدولية للمثليين ومزدوجي التوجه الجنسي والمتحولين جنسيًا مرة أخرى أن أذربيجان هي أسوأ دولة في أوروبا فيما يتعلق بحقوق المثليين، حيث حصلت البلاد على النتيجة النهائية بنسبة 2٪ فقط. انتقد نشطاء حقوق الإنسان سجل علييف في مجال حقوق المثليين.

## انتقادات

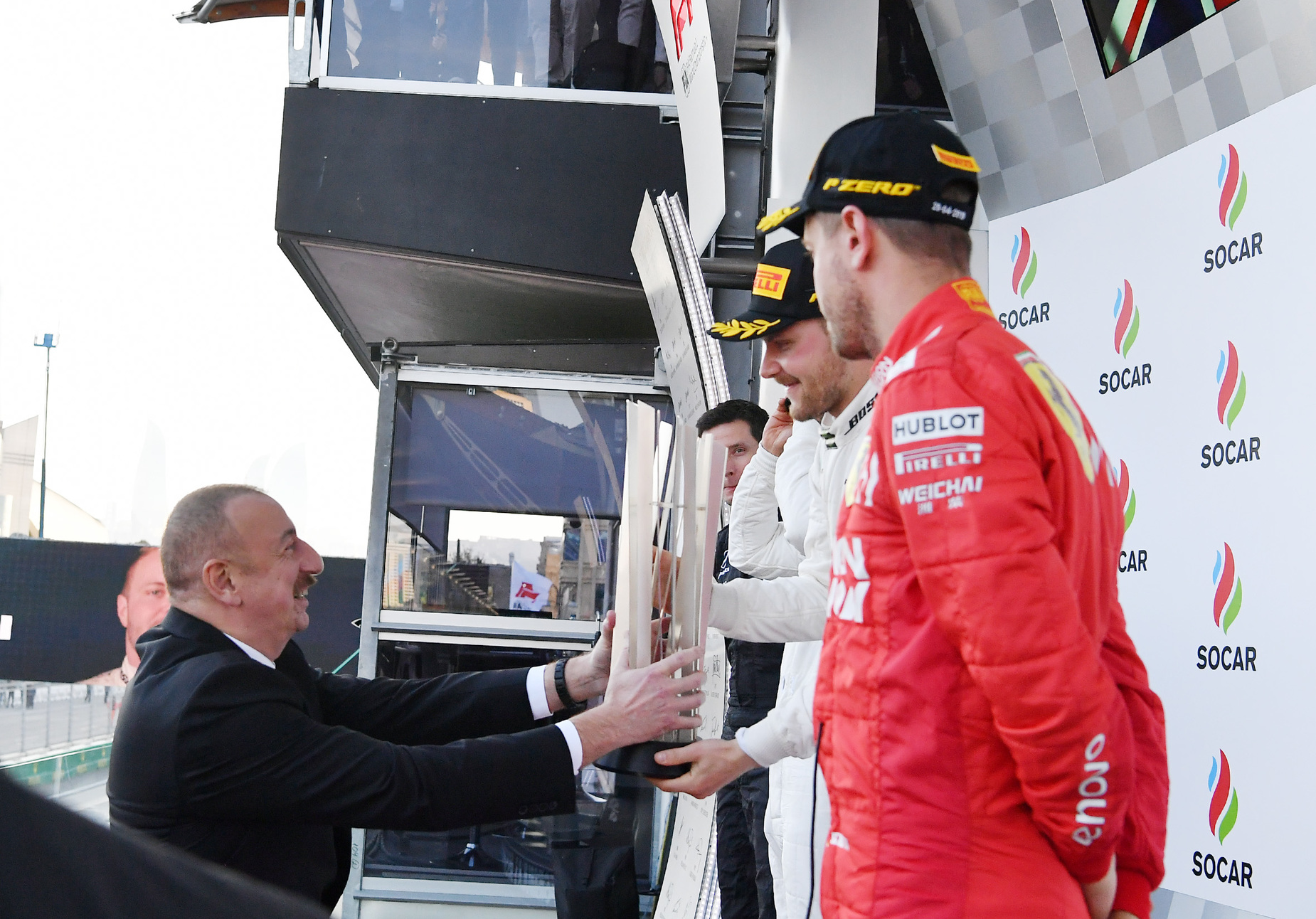
علييف يكرم الفائزين بسباق جائزة أذربيجان الكبرى 2019.

### الضغط وغسل الأموال
مكنت الثروة النفطية الأذربيجانية النظام من المشاركة في جهود ضغط مكثفة. في عام 2017، تورطت عائلة علييف في فضيحة غسيل الأموال الأذربيجانية، وهو مخطط معقد لغسل الأموال بهدف دفع أموال لسياسيين أوروبيين بارزين لتفادي الانتقادات الموجهة لعلييف وتعزيز صورة إيجابية لنظامه.

### الاستبداد

#### انتهاكات حقوق الإنسان
شملت انتهاكات حقوق الإنسان في أذربيجان خلال رئاسة علييف التعذيب، والاعتقالات التعسفية ومضايقة الصحفيين والمنظمات غير الحكومية.

#### قمع أحزاب المعارضة والصحافة الحرة
في خطاب ألقاه في 15 يوليو 2020، خلال الاشتباكات الأرمنية الأذربيجانية 2020، انتقد علييف حزب الجبهة الشعبية الأذربيجاني (أكبر حزب معارض) وأعلن عن ضرورة القضاء على الطابور الخامس، واصفا الجبهة الشعبية بأنها أسوأ من الأرمن. ووفقا لمصادر أذربيجانية، فإن ما يصل إلى 120 شخصا محتجزون حاليا في السجن، بما في ذلك بعض نواب قادة الحزب وكذلك الصحفيين. في 20 يوليو حثت وزارة الخارجية الأمريكية أذربيجان على تجنب استخدام الحرب كذريعة لإسكات مناصري المجتمع المدني، أو أصوات المعارضة، أو المناقشات العامة. يُنظر إلى هذه الإجراءات على نطاق واسع على أنها محاولة للقضاء على دعاة الديمقراطية والمنافسين السياسيين مرة واحدة وإلى الأبد. وفقًا لإذاعة أوروبا الحرة/إذاعة الحرية أدى حكم علييف الاستبدادي إلى إغلاق وسائل الإعلام المستقلة وقمع أحزاب المعارضة أثناء إجراء انتخابات اعتبرتها مجموعات المراقبة الدولية غير حرة ولا نزيهة".

## الخلافات

### إعادة راميل سفروف إلى وطنه
وفي عام 2012، أقنع علييف حكومة المجر بنقل القاتل المدان راميل سفروف إلى أذربيجان لقضاء ما تبقى من فترة سجنه. أثناء حضوره دورة اللغة الإنجليزية التي يرعاها الناتو في المجر، قتل سفروف ملازمًا أرمنيًا كان يحضر الدورة أيضًا، وهو جورجن مارغريان، بينما كان مارغريان نائمًا. اعترف سفروف بارتكاب الجريمة وسلم نفسه للشرطة، وقد برر هذا الفعل على أساس نزاع ناغورنو كاراباخ بين البلدين من عام 1988 إلى عام 1994. كان سفروف قد حوكم وحكم عليه بالسجن مدى الحياة في المجر. ومع ذلك، بعد تسليمه إلى أذربيجان، تلقى سفروف ترحيب الأبطال، وتمت ترقيته إلى رتبة رائد، وحصل على شقة وأكثر من ثماني سنوات من الأجر المتأخر، مما يغطي الوقت الذي قضاه في السجن.

### تصريحات حول الصراع مع الأرمن

#### إنكار حق أرمينيا في الوجود
قدم علييف مراراً وتكراراً مطالبات إقليمية كبيرة بشأن أرمينيا., في عام 2012، صرح بأن أرمينيا كدولة لا قيمة لها، مشيرًا إليها على أنها "مستعمرة وبؤرة استيطانية تدار من الخارج وتقع على أراضٍ تابعة تاريخيًا لأذربيجان. في عام 2013، عرّف علييف جزءًا كبيرًا من أرمينيا على أنها أراضي تاريخية للأذربيجانيين، ووعدهم بأنهم سيعيشون هناك في المستقبل بما في ذلك في منطقتي إيرفان وزانجيزور، ووسع القائمة في بعض الأحيان لتشمل جيشا وميغري وغوريس. تشير المصطلحات الثلاثة الأولى إلى يريفان، مقاطعة سيونيك الجنوبية، وبحيرة سيفان في مقاطعة غيغاركونيك على التوالي وكلها تقع في أرمينيا، في حين أن الأخيرين يمثلان مدن في مقاطعة سيونيك. وفي عام 2018، عندما أصبح المرشح الرئاسي لحزب أذربيجان الجديدة، كرر علييف دعوته إلى "عودة الأذربيجانيين إلى هذه الأراضي" وأعلن أن هذا هو "هدفنا السياسي والاستراتيجي، وعلينا أن نقترب منه تدريجياً". في ديسمبر 2016 أوضح علييف أنه لا ينوي حاليًا استعادة هذه الأراضي بالقوة العسكرية، لكنه أكد أن الوقت سيأتي عندما يعود الأذربيجانيون إلى جميع أراضيهم التاريخية، مشددًا على أهمية وجود جيش قوي كعامل أساسي للنجاح في تحقيق هذا الهدف.

## الحياة الشخصية

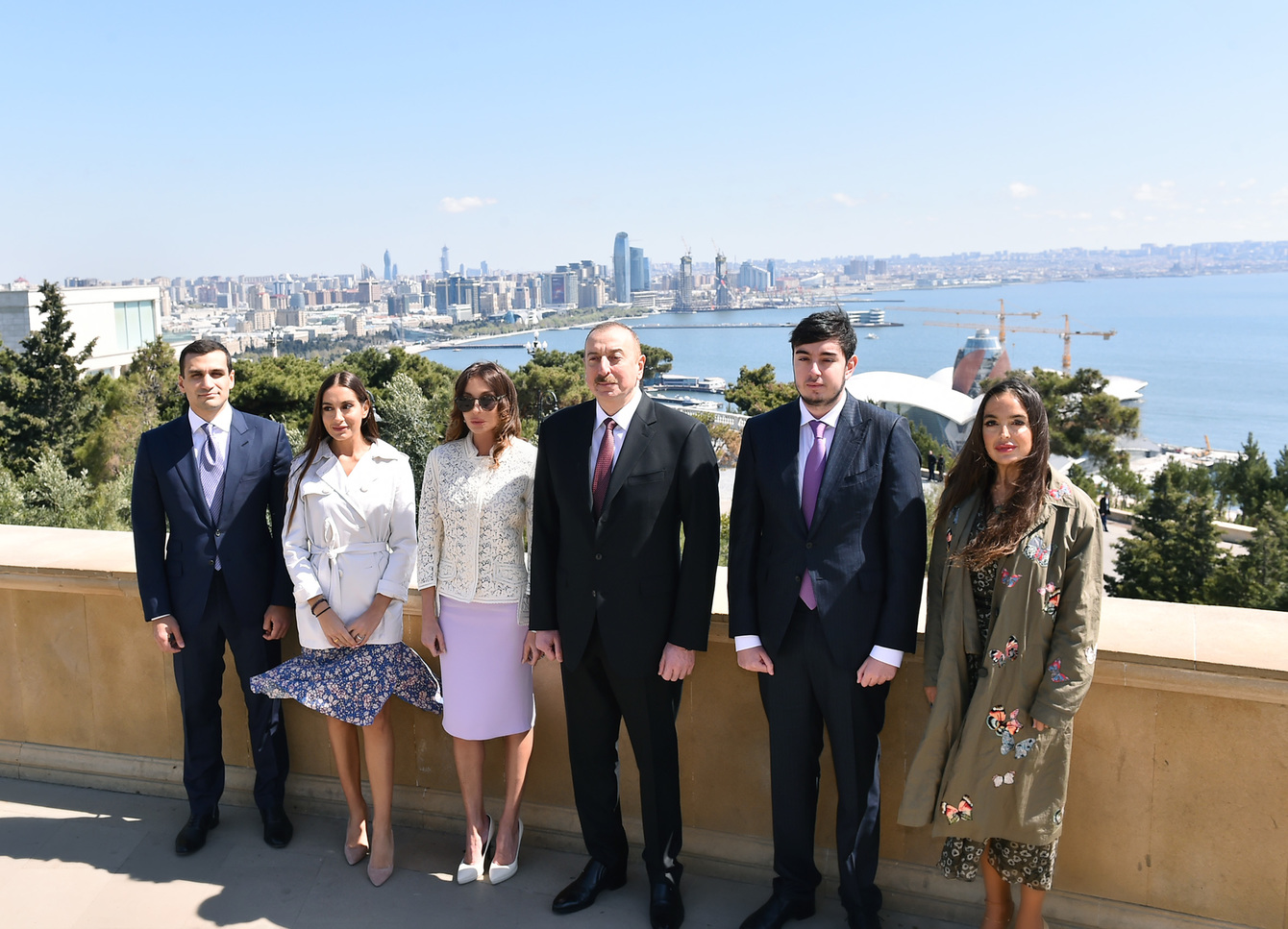
علييف مع عائلته في عام 2018

تزوج إلهام علييف من مهربان علييفا في باكو في 22 يناير 1983. ولهما ثلاثة أطفال، ليلى وأرزو وحيدر. وخمسة أحفاد. وهو يتقن اللغات الأذربيجانية والإنجليزية والفرنسية والروسية والتركية. زوجته هي أيضًا النائب الأول لرئيس أذربيجان.

## الأوسمة والتكريمات

### الدرجات الفخرية
حصل علييف على درجات فخرية من جامعات الدول التالية: تركمانستان، بيلاروسيا، روسيا، بلغاريا، تركيا، أوكرانيا، كازاخستان، رومانيا، الأردن، المجر، أذربيجان، وكوريا الجنوبية.

## روابط خارجية
- إلهام علييف على موقع IMDb (الإنجليزية)
- إلهام علييف على موقع الموسوعة البريطانية (الإنجليزية)
- إلهام علييف على موقع مونزينجر (الألمانية)
- إلهام علييف على موقع إن إن دي بي (الإنجليزية)
- إلهام علييف على موقع قاعدة بيانات الفيلم (الإنجليزية)
- إلهام علييف على موقع كينوبويسك (الروسية)
- إلهام علييف على موقع أوليمبيديا (الإنجليزية)